# 八幡南郵便局
八幡南郵便局（やはたみなみゆうびんきょく）は、福岡県北九州市八幡西区にある郵便局。民営化前の分類では集配普通郵便局であった。

## 概要
住所：〒807-8799 福岡県北九州市八幡西区八枝4-3-21
当局の前身である折尾郵便局は、同区内丸尾町（現在の折尾丸尾町郵便局の位置）にあった。しかし、局前の国道199号旧道が非常に狭隘であったこと、事業の合理化が必要となったことから、2002年（平成14年）に八枝四丁目に移転。その翌年には、近隣の集配特定郵便局から郵便物の集配業務を移管された。その後、2016年（平成28年）には、中間郵便局・鞍手郵便局から郵便物の集配業務を移管された。このため、集配エリアはかなり広範囲にわたっている。

### 分室
分室はなし。かつて存在した分室は以下のとおり。
- 保険分室 - 1951年（昭和26年）に廃止。

## 沿革
- 1899年（明治32年）1月16日 - 折尾（おりお）郵便局（三等）として開設。同年5月1日より貯金取扱を、9月16日より為替取扱を開始[1]。
- 1903年（明治36年）3月26日 - 折尾郵便電信局となる。
- 1903年（明治36年）4月1日 - 通信官署官制の施行に伴い折尾郵便局となる。
- 1951年（昭和26年）5月21日 - 保険分室を廃止[2]。
- 1998年（平成10年）9月1日 - 外国通貨の両替および旅行小切手の売買に関する業務取扱を開始。
- 2002年（平成14年）11月5日 - 八幡西区丸尾町1-1から、同区八枝四丁目3に移転[3]するとともに八幡南郵便局に改称[4]。
- 2003年（平成15年）3月24日 - 香月郵便局および木屋瀬郵便局から郵便物の集配業務が移管される。また、八幡西郵便局エリアのうち区役所上津役出張所管内の集配業務についても移管される。
- 2007年（平成19年）10月1日 - 民営化に伴い、併設された郵便事業八幡南支店に一部業務を移管。
- 2012年（平成24年）10月1日 - 日本郵便株式会社発足に伴い、郵便事業八幡南支店を八幡南郵便局に統合。
- 2016年（平成28年）2月22日 - 中間郵便局から郵便物の集配業務が移管される[5]。
- 2016年（平成28年）9月12日 - 鞍手郵便局から郵便物の集配業務が移管される。

## 取扱内容
- 郵便、印紙、ゆうパック、内容証明
- 貯金、為替、振替、振込、国際送金、外貨両替・トラベラーズチェック、国債、投資信託
- 生命保険、バイク自賠責保険、自動車保険、変額年金保険、がん保険、引受条件緩和型医療保険
- 地方公共団体事務（北九州市戸籍の騰抄本など公的証明書の交付）
- ゆうちょ銀行ATM
- 北九州市八幡西区内の一部地域および中間市内、遠賀郡水巻町、鞍手郡鞍手町内全域の集配業務
- ゆうゆう窓口

## 周辺
- 福岡県立北筑高等学校
- 北九州市立八枝小学校
- 北九州市立永犬丸中学校
- エディオン八幡西店
- ベスト電器八幡西店
- ゆめマート永犬丸店
- ヒマラヤスポーツ&ゴルフ 八幡西店
- 正和中央病院
- 東筑病院

## アクセス
- 筑豊電気鉄道線 森下駅、今池駅、永犬丸駅からそれぞれ徒歩約21分、JR筑豊本線（福北ゆたか線） 東水巻駅から徒歩約25分
- 西鉄バス 八幡南郵便局前停留所下車
- 北九州高速4号線 黒崎出入口から西へ約3.5km
- 駐車場あり：28台